# 웨일런 제닝스
웨일런 아널드 제닝스(Waylon Arnold Jennings, 1937년 6월 15일 ~ 2002년 2월 13일)는 미국의 음악가다. 제닝스는 8세부터 기타를 잡고 KVOW 라디오에서 공연을 시작했다. 그의 첫 밴드는 텍사스 롱혼스다. KVOW, KDAV, KYTI, KLLL에서 디제이 일을 했다. 1958년 버디 홀리의 주선으로 첫 녹음 세션을 가지게 되며 〈Jole Blon〉, 〈When Sin Stops (Love Begins)〉를 녹음한다. 홀리는 베이스 연주자로 그를 고용했다. 아이오와주 클리어레이크에서 제닝스는 홀리, J. P. 리처드슨, 리치 밸런스, 조종사 로저 피터슨의 목숨을 앗아간 비행기 사고에서 좌석 교환을 통해 살아남는다.
이후 애리조나주 쿨리지와 피닉스에서 디제이 일을 다시 시작했다. 로커빌리 클럽밴드 웨일런스를 결성했고, 독립 레이블 트렌드 레코드, A&M 레코드에서 녹음을 진행했으며 RCA 빅터에서 창작 활동을 왕성하게 할 수 있게됨으로써 성공을 이뤄낸다.
1970년대에는 아웃로 컨트리 운동에 참가했다. 또한 평론의 극찬을 받은 음반을 줄줄이 배출하는데, 《Lonesome, On'ry and Mean》와 《Honky Tonk Heroes》, 후속작 히트 앨범 《Dreaming My Dreams》, 《Are You Ready for the Country》가 그것이다. 1976년 발표한 음반 《Wanted! The Outlaws》은 윌리 넬슨, 톰폴 글레이서, 제시 콜터가 참여했고 그의 첫 플레티넘 컨트리 음악 음반이 되었다. 그 뒤에도 《Ol' Waylon》과 히트곡 〈Luckenbach, Texas〉으로 성공가도를 이어나간다. 다양한 아티스트가 참여한 《White Mansions》에서 제닝스는 남북전쟁 당시 남부연합 내 백인의 삶에 대한 기록을 담았다. 음반 수록곡은 폴 케널리가 작곡했다. 1980년대 초에는 코카인 중독과 씨름하다 1984년 끊는데 성공한다. 이후 컨트리 슈퍼그룹 하이웨이멘에 합류해 넬슨, 크리스 크리스토퍼슨, 조니 캐시와 1985년과 1995년 사이 세 장의 음반을 발표했다. 그 무렵 제닝스는 성공한 음반 《Will the Wolf Survive》를 발표했다. 1997년 이후로는 가족과 시간을 보내기 위해 투어 횟수를 줄였다. 1999년에서 2001년에는 건강 문제로 출연이 확 줄었다. 2002년 2월 13일 당뇨병 합병증으로 사망했다.
제닝스는 영화 및 텔레비전 시리즈에서도 출연했다. 《듀크스 오브 하자드》에서 발라디어 역을 맡아 프로그램의 주제가를 쓰고 불렀으며 나레이션도 했다. 2001년 컨트리 음악의 전당에 헌액되었으나, 참석하지 못했다. 2007년 컨트리 음악 아카데미 주관의 클리프 파이오너 어워드에서 사후 수상했다.

## 같이 보기
- 가장 많은 음반을 판 음악가 목록